# Gawân: Ein Mysterium
Gawân: Ein Mysterium ist ein Drama in fünf Akten von Eduard Stucken und wurde am 1. Mai 1907 an den Münchner Kammerspielen uraufgeführt. Es entstand unter dem Einfluss des Fin de siècle und handelt von der Geschichte des Ritters Gawân aus der Tafelrunde des König Artus, der durch eine Täuschung des Grünen Ritters in seiner Treue und seinem christlichen Glauben geprüft wird.

## Inhalt

### Akt 1
Der erste Akt beginnt mit den Weihnachtsfeierlichkeiten in der großen Halle der Tafelrunde im Schloss Camelot. Artus wünscht gerade eine Geschichte über die Großtaten seiner Ritter zu hören, da kündigt der Seneschall einen Ritter an, der am Tor Einlass begehrt. Der Ritter ist gänzlich in grün gekleidet, seine Rüstung mit Smaragden verziert und ihn umgibt ein höllischer Glanz. Bei sich trägt er ein Beil, welches er unheilvoll schwingt. Nachdem Artus ihn in den Saal gebeten hat, reitet er samt seinem Pferd in die festliche Halle ein, worauf alles verstummt. Der Grüne Ritter, dem die Großtaten der Ritter der Tafelrunde zu Ohren gekommen sind, ist gekommen um diese in ihrer Ehre zu prüfen. Er fordert, dass einer der Ritter ihn mit seinem mitgebrachten Beil schlagen solle und versichert, sich nicht dagegen zu wehren. Ein Jahr später dann solle jedoch auch der Grüne Ritter einen Schlag mit dem Beil gegen ebendiesen Ritter ausführen dürfen.
Keiner der Ritter will sich zuerst auf diese furchterregende Forderung einlassen, doch als Artus selbst die Tat ausführen will, um die Ehre Camelots zu retten, bietet Gawân, der Neffe Artus’, an, den grünen Ritter niederzustrecken. Gawân besiegelt den Pakt mit dem Grünen Ritter, indem er ihm seinen Namen nennt und ihm zusichert, in genau einem Jahr bereit zu sein, den Schlag des Grünen Ritters zu empfangen. Der Grüne Ritter lässt sich daraufhin ohne Gegenwehr von Gawân den Kopf abschlagen, danach steht der kopflose Körper unter den schockierten Blicken der Anwesenden auf, greift sich sein Haupt und steigt zurück auf das Pferd. Bevor er aus dem Saal reitet, sagt der Kopf zu Gawân er solle im nächsten Jahr, beim ersten Glockenschlag der Christnacht, die Grüne Kapelle aufsuchen, um seinen Schwur zu erfüllen.

### Akt 2
Der zweite Akt spielt im Schloss des Ritters Hautdesert, der Gawân, welcher sich auf der Suche nach der Grünen Kapelle befindet, Nachtquartier gewährt. Es sind nur noch zwei Tage bis Gawân seinen Eid einlösen muss, um nicht seine Ehre zu verlieren und er hat noch niemanden gefunden, der ihm bei seiner Suche nach dem Grünen Ritter oder der Kapelle weiterhelfen kann. Die liebliche Frau des Ritters Hautdesert, Marie, versorgt Gawân mit Wein und berichtet ihm, dass sie den Weg zur Grünen Kapelle kenne. Auch Hautdesert kennt den Weg und versichert Gawân, dass es nur eine Reise von sechs Stunden sei und er ihm am nächsten Tag einen Führer mitgeben wolle, sodass er rechtzeitig ankomme. Obwohl Gawân lieber gleich weiterziehen will, lässt er sich von der zarten Marie zu einer Nacht im Schloss überreden. Beim Nachtmahl nimmt Hautdesert Gawân das Versprechen ab, den Schlaf auszukosten und am nächsten Tag mit seiner Frau zu speisen und sich zu vergnügen, solange er selbst auf der Jagd ist. Des Weiteren will Hautdesert alles, was er erbeutet Gawân zum Geschenk machen. Im Gegenzug soll Gawân jeden Schatz und jedes Gut, das er in Hautdeserts Abwesenheit bekommt, ihm zum Geschenk machen. Gawân willigt in diese Bitte ohne Weiteres ein.

### Akt 3
Gawân erwacht am nächsten Morgen aus Alpträumen, während der Schlossherr gerade zur Jagd aufbricht. Gawân will sofort aufbrechen, doch der Schatelier des Schlossherrn überzeugt ihn, dass er die Grüne Kapelle alleine nicht finden könne, da ein Irrlicht ihn vom Weg abbringen würde. Nur der Schatelier und Hautdesert kennen den Weg und der Diener weigert sich, sein Versprechen dem Schlossherren gegenüber, sich nicht vom Schloss zu entfernen, zu brechen. Nachdem Gawân sich damit abgefunden hat im Bett zu bleiben und der Schatelier verschwunden ist, taucht Marie de Hautdesert in seinem Schlafgemach auf, die völlig verändert scheint. Sie versucht ihn zu verführen, jedoch stößt Gawân sie bereits während des ersten Kusses zurück, da er sich vor ihr und ihrer „teuflischen“ Art fürchtet. Er versucht ihr klarzumachen, dass er weder sie noch eine andere Frau liebe. Dennoch will sie ihm zum Andenken einen Gürtel schenken, der angeblich unverwundbar macht. Gawân, der sich zuerst sträubt, ist im Angesicht des nahenden Todes durch den Grünen Ritter so von Angst ergriffen, dass er das Geschenk nicht ablehnen kann. Zwar bereut er es kurz darauf, da er erkennt, dass das Geschenk einen sündigen Charakter hat und ihm daher kein Glück bringen wird, doch will Marie es nicht zurücknehmen.

### Akt 4
Gawân wartet ungeduldig auf Hautdesert um endlich zur Kapelle reiten zu können. Dieser befindet sich jedoch noch immer auf der Jagd. Gawân versucht Marie vehement davon zu überzeugen, den Gürtel wieder an sich zu nehmen, da er sein Leben dem Grünen Ritter versprochen habe und einen Betrug begehen und seine Ehre verlieren würde, wenn er durch den Gürtel unverwundbar wäre. Er behauptet für den Tod bereit zu sein, auch nachdem Marie ihm anhand einer Geschichte über Lebenskerzen bewiesen hat, dass er eigentlich leben will. Hierzu gibt sie vor, sein Lebenslicht auszublasen, woran Gawân sie hindert, obwohl es sich nur um eine einfache Kerze handelt. Marie gibt Gawân zu verstehen, dass es um ihre aber auch um seine eigene Ehre geschehen wäre, wenn ihr Mann von dem Gürtel und den damit zusammenhängenden Ereignissen erführe. Daraufhin nimmt Gawân den Gurt widerwillig wieder an sich und versteckt ihn.
Als es darum geht die Geschenke auszutauschen und das Versprechen zu erfüllen, das Hautdesert gefordert hat, kann Gawân dementsprechend den Gürtel nicht verschenken. Stattdessen gibt er ihm einen Kuss auf die Wange, ohne jedoch zu verraten, wer ihm diesen Kuss gegeben hat. Hautdesert gibt Gawân zu verstehen, dass er nicht glaube, dass Gawân nur den Kuss erhalten habe, kann ihn jedoch nicht davon überzeugen, vor seinem Ritt zur Grünen Kapelle noch zu beichten, da Gawân glaubt, seine Seele ohnehin verloren und verdorben zu haben.

### Akt 5
An der Grünen Kapelle verlässt ihn sein Führer. Gawân betritt die Kapelle, deren Türen sich ihm von selbst öffnen, und kniet im grünen Licht der Kirche vor einer Madonnenstatue nieder, der er sein Leid klagt und ihr den Gürtel büßend vor die Füße legt, um Abbitte für seine Tat zu leisten. Danach ruft er nach dem Grünen Ritter, der daraufhin aus seinem Sarg steigt, der sich in der Kapelle befindet, und Gawân willkommen heißt. Der Ritter bezeichnet Gawân als Ehrenmann, der seine Versprechen hält und fordert die Axt zurück. Gawân reicht sie ihm und kniet nieder, um den Schlag zu empfangen. Doch als die Axt schon auf seinen Nacken herniedersaust, schreitet die Madonnenstatue, die die Gesichtszüge der Marie De Hautdesert trägt, ein und ruft, dass die Seele Gawâns rein sei und er nicht angerührt werden dürfe. Sie erklärt Gawân, dass er von Gott und Tod geprüft worden sei, da er zwar ein Ritter reinen Herzens gewesen sei, jedoch niemals durch Sünde und tödliche Qual gegangen sei. So habe Gott der heiligen Jungfrau die Möglichkeit gegeben, Gawân durch Todesschrecken und Sünde zu führen und ihn sich bewähren zu lassen. Auch habe sie sich in Marie De Hautdesert verwandelt, da keine irdische Frau Gawân je hätte locken können. Der Grüne Ritter entblößt daraufhin ebenfalls sein Angesicht und gibt sich als Tod in der Maske des Hautdesert zu erkennen. Als Lohn für seine bestandenen Prüfungen darf Gawân den heiligen Gral schauen und aus dem strahlenden Kelch trinken.

## Mittelalterliche Quellen
Stucken benutzt als Vorlage für sein Drama die mittelalterliche Erzählung von Sir Gawain and the Green Knight. Nach einer zweistrophigen Einführung beginnt die Geschichte damit, dass der Grüne Ritter in die Halle der Tafelrunde einreitet. Er trägt keinen Helm oder Panzer, wie bei Stucken, ist jedoch trotzdem grün gekleidet und sogar sein Bart und seine Haare sind grün. Bei sich trägt er eine Stechpalme zum Zeichen seiner friedlichen Absicht, seine Augen funkeln jedoch wie Blitze. Er gibt an, dass er im Auftrag gekommen sei, sagt aber nicht von wem. Ab hier gleichen sich Stuckens Werk und die mittelalterliche Quelle, da sich der Ritter ebenfalls für den Pakt den Kopf von Gawain abschlagen lässt, nachdem erst Artus sich angeboten hat. Im Gegensatz zu Stuckens Gawân ängstigt sich der mittelalterliche Gawain jedoch nicht, sodass er nicht sofort auf die Suche nach der Grünen Kapelle geht, sondern bis kurz vor Ablauf des Ultimatums am Hof von König Artus bleibt.
Nach langer Reise betet Gawain für ein Nachtquartier, in dem er die Messe hören kann und prompt steht er vor einem Schloss. Der Schlossherr wird hier nicht namentlich vorgestellt, genauso wenig wie die schöne Dame des Schlosses, die Gawain samt einer alten Dame in der Messe kennenlernt. Gawain verbringt, anders als bei Stucken, mehrere Tage im Schloss und nimmt an den Weihnachtsfeierlichkeiten teil. Auch hier nötigt der Burgherr Gawain bis zum Neujahrsmorgen zu bleiben und sich dann von einem Diener zur Kapelle führen zu lassen. Wie bei Stucken schließen die beiden dann auch das Geschäft über den Geschenketausch ab.
In der Abwesenheit des Schlossherrn kommt ebenfalls die Dame des Hauses in Gawains Schlafraum, um ihn zu verführen. Er wehrt sich jedoch und lässt nur einen Kuss zu, worauf sie sich verabschiedet. Auch hier küsst Gawain den Burgherrn nach dessen Rückkehr, welcher an der Herkunft des Kusses jedoch weniger interessiert scheint als Hautdesert und gibt sich, ohne weitere Erklärung, damit zufrieden. An dieser Stelle wiederholt sich das Geschehen an drei aufeinanderfolgenden Tagen: Der Schlossherr reitet zur Jagd, Gawain empfängt Küsse leitet diese zum Geschenk an den Schlossherrn weiter. Erst dann weist Gawain die Dame endgültig ab und bekommt von ihr den Gürtel geschenkt, der unverwundbar machen soll. Diesen legt er dann auch an als er zur Kapelle reitet, um sich vor dem tödlichen Schlag des Grünen Ritters zu schützen. Anders als Stuckens Gawân, der den Gürtel unter schlechtem Gewissen nimmt und ihn eigentlich gar nicht haben will, freut sich Gawain über sein Geschenk. Nachdem ihn auch hier ein Diener des Schlossherrn zur Grünen Kapelle geführt hat, tritt er dem Grünen Ritter entgegen. Dieser führt drei Scheinschläge gegen Gawain mit seiner Axt aus, was Gawain erzürnt. Beim letzten Schlag verletzt er ihn nur leicht am Hals, woraufhin der Schwur Gawains, einen Schlag zu empfangen, erfüllt ist und er verspricht, sich gegen jeden weiteren Schlag zu wehren. Der Grüne Ritter erklärt Gawain daraufhin, dass die Scheinschläge für die weitergegebenen Küsse, also seine Ehrlichkeit und der Schlag, der Gawain verletzte, für die Unehrlichkeit bezüglich des Gürtels gestanden hätten. Des Weiteren gibt der Grüne Ritter seinen wahren Namen preis, nämlich Bertilak de Hautdesert, und erklärt weiter, dass alle Geschehnisse durch die Macht von Morgan le Fay geschehen seien. Die Erzählung endet mit der Rückkehr Gawains an den Artushof und den reumütigen Beschreibungen seiner Taten.
Abgesehen von den leicht veränderten Namen, hält sich Stuckens Stück in sehr vielen Punkten nah an der mittelalterlichen Quelle. Nur das Ende unterscheidet sich wesentlich: Stucken setzt den Schlossherrn entgegen seiner Vorlage mit dem Tod gleich und die Gattin des Schlossherrn mit der Mutter Gottes. So ersetzt er die Figur der Morgan le Fay als weibliches Prinzip hinter der Handlung durch eine christliche Weiblichkeit.

## Inszenierungen
Das Werk Stuckens wurde am 1. Mai 1907 am Residenztheater in München unter der Regie Runges uraufgeführt. In der Theaterzeitschrift Die Schaubühne wird dieser von dem Schriftsteller und Theaterkritiker Leo Greiner besonders hervorgehoben, da Runge mit seiner Regie Bilder geschaffen habe und im Szenischen und Darstellerischen mit „unsichtbarer Hand“ einen Zusammenschluss der einzelnen Elemente erwirkt habe. Der Schauspieler Albert Heine habe den Tod in „Fleisch und Bein“ materialisiert. Insgesamt berichtet Greiner in seiner Kritik sehr positiv über Stuckens Stück und dessen Inszenierung.
In den Berliner Kammerspielen wurde Stuckens Werk 1910 aufgeführt. Diesmal unter dem Regisseur Eduard von Winterstein vor dem Bühnenbild des Malers Ernst Stern. Hier wird angegeben, die räumliche Umsetzung des Stücks, insbesondere in Bezug auf die weihnachtliche Halle des Königs Artus, sei „überraschend gut gelöst worden“. Jedoch sei die Spiritualität, die hier zu Anfang geherrscht habe, in den weiteren Aufzügen zu vermissen. Insbesondere die „Grüne Kapelle“, welche durch den Dichter als „vorweltlich-grauenhaft“ und „den Felsen entrissen“ beschrieben werde, sei eher gemütlich dargestellt, was die „infernalische Geistigkeit der Dichtung“ Stuckens zu einer milden Wunder-Show stilisiere.
Besetzt wurden die Hauptcharaktere durch die Schauspieler Friedrich Kayßler (Gawân), Ludwig Hartau (Hautdesert) und eine „Frau Konstantin“ (Marie). Kurtz lobt den Darsteller des Gawân für seine Visualisierung des Herben und Keuschen, aber auch der Nöte, der Qual und des Leides Gawâns. Hartau dagegen empfindet Kurtz als blass in der Präsentation des Hautdesert. Die Atmosphäre mystischer Einsamkeit, die durch den Schauspieler hätte dargestellt werden müssen, komme beim Zuschauer nicht an; dementsprechend könnten schicksalsvolle Bedeutung und Tiefsinn einzelner Szenen nicht ausreichend wiedergegeben werden.
Die Darstellung der Marie wird von Kurtz ebenfalls kritisch betrachtet. Zwar sei die Schauspielerin sehr talentiert, doch sei nichts Teuflisches an ihr zu finden, daher wirke sie blass und konventionell in den Momenten, in denen sie die reine Verlockung und Leidenschaft darstellen sollte. In diesem Punkt wird besonders der Regisseur kritisiert, der die Figur der Marie minutenlang in lockender Pose auf der Bühne stehen ließ, was nach Kurtz im Jahr 1910 nicht mehr zeitgemäß sei.
Die Aufführung in den Kammerspielen wird als Ganzes vom Kritiker jedoch gelobt, was nicht zuletzt an der Stimmungskraft des Werkes Stuckens liege, die aus den Darstellern hervorbreche.

## Zeitgenössische Einflüsse/Deutungen
Eduard Stuckens Werk schließt sich der Bewegung des Fin de siècle (auch Dekadentismus) an, welche sich insbesondere gegen den Realismus und eine überhöhte Objektivität auflehnt, bezüglich der Bühne v. a. gegen den zu dieser Zeit vorherrschenden Naturalismus. Stuckens Artusstoffbearbeitung erscheint im Licht dieses Zusammenhangs als logischer Schluss, da der mystische Charakter und der beinahe märchenhafte Inhalt der Sage als Gegenstück zum Naturalismus gesehen werden können.